# Fred Boyd (kosárlabdázó)
Freddie L. Boyd (Bakersfield, Kalifornia, 1950. június 13. – Bakersfield, Kalifornia, 2023. október 8.) amerikai kosárlabdázó és kosárlabdaedző.
Az Oregoni Állami Egyetemen kosárlabdázott, majd az 1972-es NBA-draft során a Philadelphia 76ers kiválasztotta. 1987 és 1992 között az Oregon State Beavers edzőhelyettese volt.

## Statisztika
| Szezon    | Csapat             | GP  | GS | MPG  | FG%  | FT%  | RPG | APG | SPG | BPG | PPG  |
| --------- | ------------------ | --- | -- | ---- | ---- | ---- | --- | --- | --- | --- | ---- |
| 1972–73   | Philadelphia 76ers | 82  | 50 | 28,7 | .392 | .680 | 2,6 | 3,7 | –   | –   | 10,5 |
| 1973–74   | Philadelphia 76ers | 75  | 26 | 24,2 | .402 | .723 | 1,2 | 3,3 | .8  | .1  | 9,5  |
| 1974–75   | Philadelphia 76ers | 66  | 13 | 20,6 | .414 | .478 | 1,3 | 2,4 | .7  | .1  | 7    |
| 1975–76   | Philadelphia 76ers | 6   | 0  | 5,5  | .333 | .500 | .3  | .3  | .2  | .0  | .8   |
| 1975–76   | New Orleans Jazz   | 30  | –  | 19,5 | .436 | .571 | 1   | 2,6 | .9  | .1  | 5,7  |
| 1976–77   | New Orleans Jazz   | 47  | –  | 25,8 | .478 | .806 | 1,9 | 3,1 | .9  | .1  | 9,9  |
| 1977–78   | New Orleans Jazz   | 21  | –  | 17,3 | .400 | .636 | .9  | 2,3 | .4  | .1  | 4,9  |
| Összesen: | Összesen:          | 327 | 89 | 23,6 | .414 | .667 | 1,6 | 3   | .8  | .1  | 8,5  |

## Fordítás
- Ez a szócikk részben vagy egészben  a   Fred Boyd (basketball) című angol Wikipédia-szócikk ezen változatának fordításán alapul.  Az eredeti cikk szerkesztőit annak laptörténete sorolja fel. Ez a jelzés csupán a megfogalmazás eredetét és a szerzői jogokat jelzi, nem szolgál a cikkben szereplő információk forrásmegjelöléseként.